# ロブ・ジー
ロブ・ジー（Rob Gee、1976年5月26日 - ）は、アメリカ合衆国のハードコアテクノのプロデューサー、およびDJである。ニュージャージー州生まれ。本名はRobert Gilmore。15歳のときにニューヨークでヒップホップ、パンク・ロック、ヘヴィメタルをプレーし始めた。その後、ハードコアテクノと出会い、レコードレーベル12 GaugeでRiot Squadの変名で活動をはじめた。

## 変名
ロブ・ジーの名前と共に広く知られたもの：
- 66.6% Natas
- Natas
- Rave Parade
- Riot Squad
- Robert Gilmore

上に挙げた変名の変形：
- MC Rob Gee
- Rob M.F. Gee
- Rob G
- Rob.G
- Robgee

| スタブアイコン | サブスタブ | この項目は、まだ閲覧者の調べものの参照としては役立たない、音楽関係者（バンド等）に関連した書きかけの項目です。この項目を加筆・訂正などしてくださる協力者を求めています（P:音楽/PJ:芸能人）。 |